# Josep Garcia-Planas Cladellas

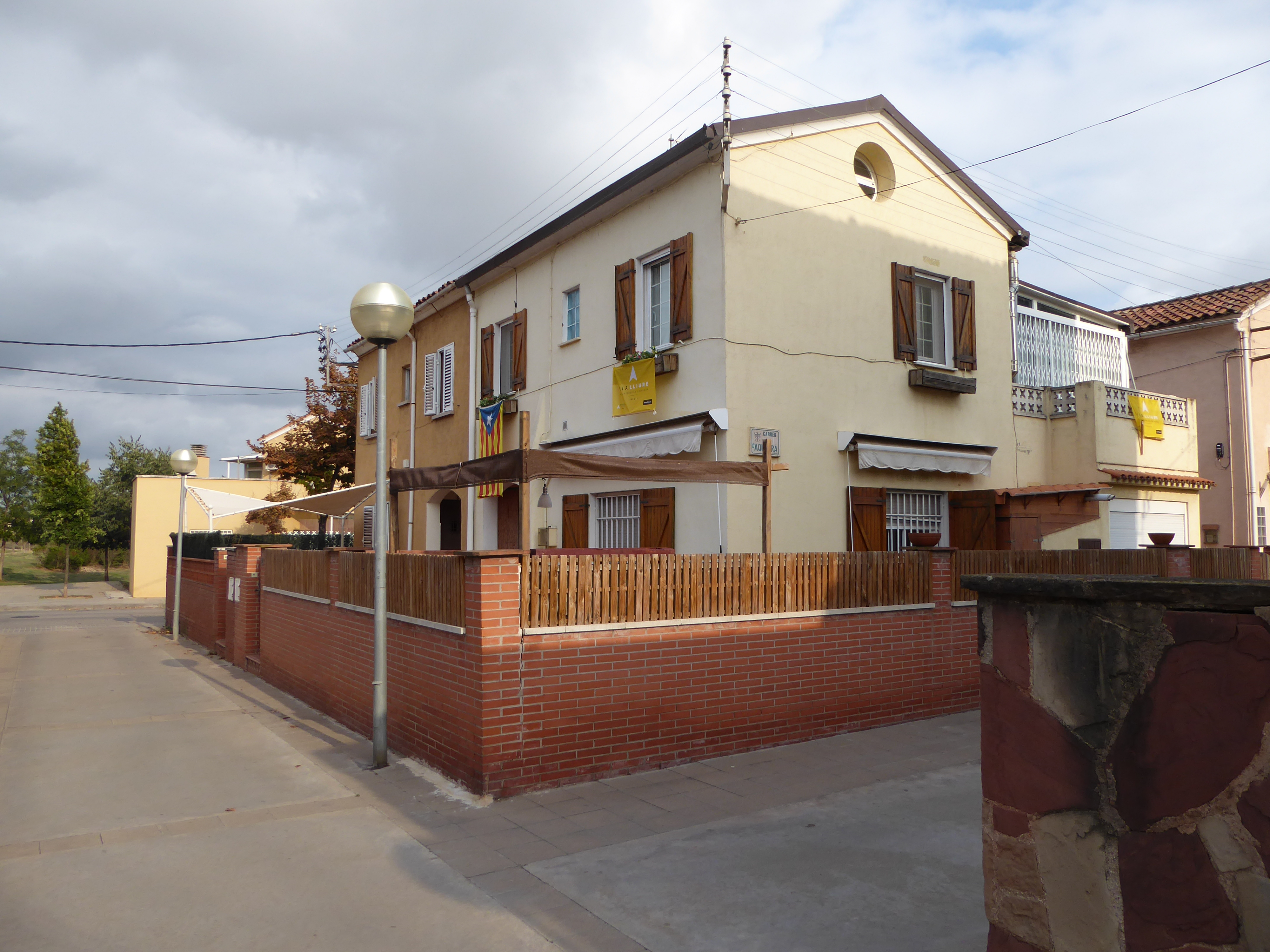
Cases de Cal Garcia

Josep Garcia-Planas Cladellas (Sabadell, 8 d'agost de 1897 - 20 de març de 1969) fou un industrial tèxtil català. Era l'avi del periodista Plàcid Garcia-Planas Marcet.

## Biografia

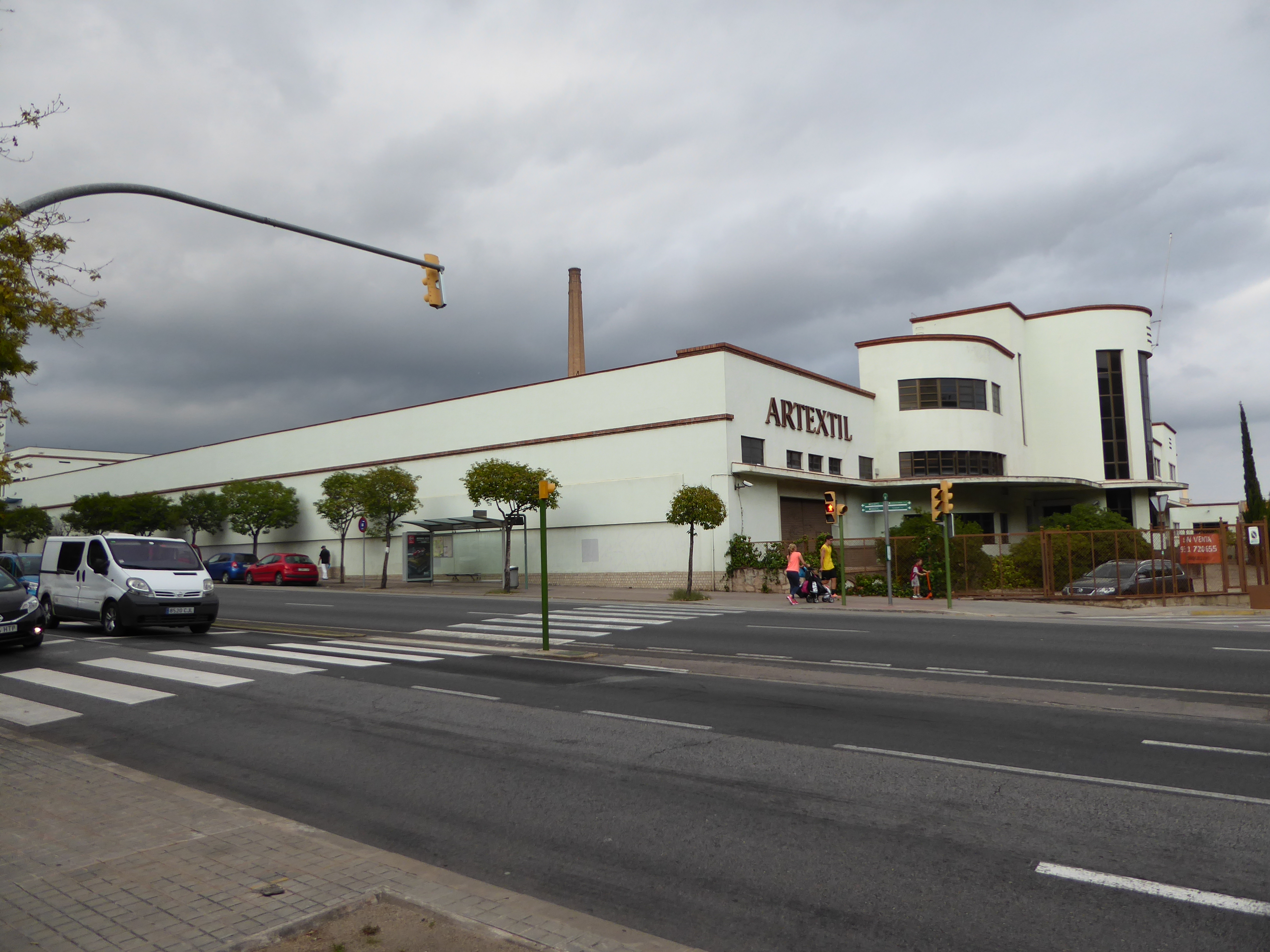
Fàbrica Artèxtil, de l'empresari Josep Garcia-Planas

Vinculat familiarment a la indústria llanera. En esclatar la Guerra Civil va marxar a Itàlia i després es va traslladar a Espanya, a Bejar, on va continuar treballant en el tèxtil i va ampliar i aprofundir els seus coneixements sobre la llana. De retorn a Sabadell vingué proveït de llana que havia adquirit i emmagatzemat a Béjar i començà la fabricació d'aquesta amb el seu germà Rafael. Al retirar-se el seu germà, Josep va començar la seva pròpia empresa amb la raó social Josep Garcia Planas al mateix lloc on s'havia establert el germà. L'any 1946 fundà Artèxtil com a continuadora de les activitats iniciades l’any 1930, dedicada principalment a la fabricació de teixits de llana i polièster. La fàbrica es va construir sobre una superfície de 14.000 metres quadrats, donant treball a 37 empleats 47% homes i 53% dones.Així mateix, va promoure el barri de Nostra Llar (anomenat «cases de Cal Garcia»), format per 334 cases per als seus treballadors, en terres de Sant Oleguer. Va dotar el nou barri d'una església parroquial i de dues escoles, una per a nois i una altra per a noies. També hi va construir el pavelló esportiu de l'Artextil i va cedir a l'Ajuntament els terrenys per a edificar-hi el Pavelló Municipal d'Esports i la Pista Municipal d'Atletisme. Entre altres distincions, va rebre la Medalla d'Or de la Ciutat.
El 29 de març del 2000 Sabadell li dedicà una plaça a les cases de Cal Garcia.